# Franz Ursinus
Franz Ursinus (ur. 24 maja 1568 r., zm. 16 listopada 1615 r. we Wrocławiu) – duchowny katolicki, wrocławski biskup pomocniczy od 1614 roku.

## Życiorys
Urodził się w 1568 roku. W młodości studiował filozofię w Pradze, a następnie teologię w Rzymie na Collegium Germanicum, gdzie uzyskał doktorat i święcenia kapłańskie w 1592 roku Był kanonikiem kapituły katedralnej, a potem jej kantorem od 1602 roku i prepozytem od 1612 roku. Ponadto był kanonikiem kolegiaty świętokrzyskiej we Wrocławiu. W 1600 roku uczestniczył w pielgrzymce do Rzymu z okazji Roku Jubileuszowego. Sześć lat później należał do członków komisji synodalnej, podejmując spory między władzami świeckimi a kościelnymi. 21 lipca 1614 roku papież Paweł V prekonizował go biskupem tytularnym Nicopolis i wrocławskim biskupem pomocniczym. Sakrę biskupią otrzymał 27 grudnia 1614 roku w Pradze. Zmarł kilka miesięcy później we Wrocławiu i został pochowany w katedrze św. Jana Chrzciela we Wrocławiu.